# Collegno
Collegno (piemontesisch Colègn) ist eine Gemeinde in der italienischen Metropolitanstadt Turin (TO), Region Piemont.

## Lage und Einwohner
Die Gemeinde liegt knapp 10 Kilometer westlich von Turin am Fluss Dora Riparia, der bei Turin in den Po mündet. Das Gemeindegebiet umfasst eine Fläche von 18,1 km² und 48.031 Einwohner (Stand 31. Dezember 2023).
Die Nachbargemeinden sind Druento, Venaria Reale, Turin, Pianezza, Rivoli und Grugliasco. 

## Geschichte

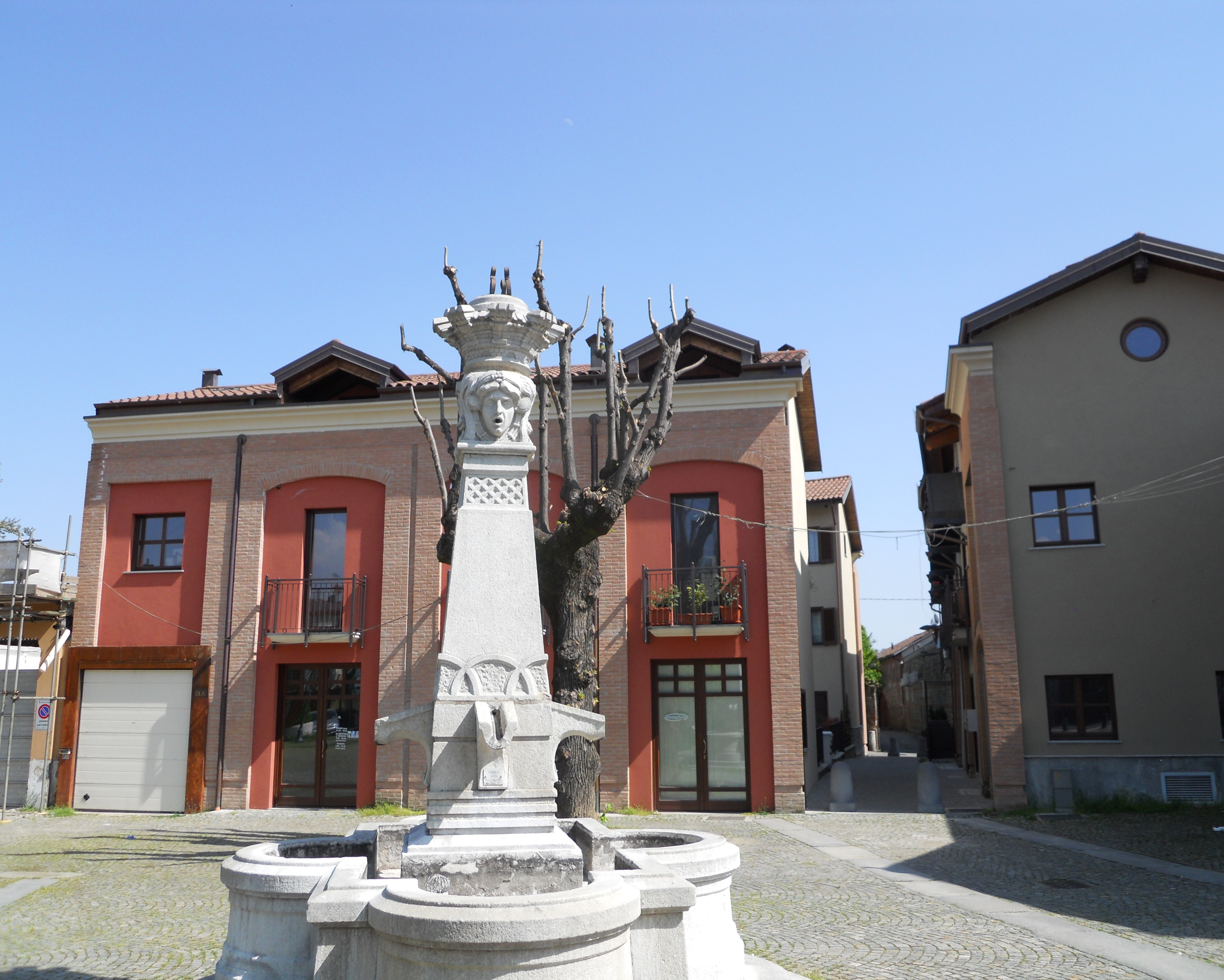
Brunnen im Zentrum Collegnos

Collegno wurde vor zweitausend Jahren, zur Römerzeit, als Poststation (Mansio) fünf Meilen von Turin entfernt an der Moncenisio-Straße nach Frankreich gegründet. In Bezug auf den Ortsnamen wird vermutet, dass er sich vom Ausdruck Collegium ad quintum milium („Parkplatz fünftausend Schritte von Turin entfernt“) ableitet.
Am 29. und 30. April 1945 wurden in Collegno und der Nachbargemeinde Grugliasco 68 italienische Partisanen und Zivilisten von auf dem Rückzug befindlichen Truppen der deutschen Wehrmacht umgebracht. Dem Massaker folgte die Rache der Partisanen. 29 Soldaten der Sozialrepublik wurden als Gefangene aus dem Haftort geholt und erschossen.
Seit 2006 ist der östliche Teil der Stadt mit der Metropolitana di Torino erreichbar, die ihre Endstation in der Via De Amicis hat.

## Gemeindepartnerschaften
Partnerstädte und -gemeinden Collegnos sind:
| - Antony, Frankreich, seit 1991 - Sárospatak, Ungarn, seit 1994 - Wolschski, Russland, seit 1970 | - Neubrandenburg, Deutschland, seit 1970 - Cerdanyola del Vallès, Spanien, seit 1980 - San Gregorio Magno, Italien, seit 1980 | - Ousseltia, Tunesien, seit 1997 - Sarajevo, Bosnien und Herzegowina, seit 1998 - Havířov, Tschechien, seit 1999 - Rocchetta Sant’Antonio, Italien, seit 1999 |

Daneben bestehen auch Freundschaftsabkommen mit
- Matanzas, Kuba, seit 1997
- Gaiba, Italien, seit 2003
- Barra do Garças, Brasilien, seit 2006